# Kirthana Ramasamy
Kirthana Ramasamy (* 4. August 1997) ist eine malaysische Leichtathletin, die im Weit- und Dreisprung an den Start geht.

## Sportliche Laufbahn
Erste Erfahrungen bei internationalen Wettbewerben sammelte Kirthana Ramasamy bei den Jugendweltmeisterschaften 2013 in Donezk, bei denen sie mit 12,37 m in der Qualifikation ausschied. Anschließend belegte sie bei den Jugendasienspielen in Nanjing mit 12,23 m den vierten Platz. Im Jahr darauf erreichte sie bei den Juniorenasienmeisterschaften in Taipeh mit 5,38 m und 12,84 m die Plätze elf und vier im Weit- und Dreisprung. Anschließend schied sie bei den Juniorenweltmeisterschaften in Eugene mit 12,32 m in der Qualifikation aus und wurde bei den Olympischen Jugendspielen in Nanjing mit 12,64 m Fünfte. Bei den Südostasienspielen 2015 in Singapur belegte sie mit einer Weite von 12,87 m den fünften Platz. 2016 siegte sie mit 13,20 m bei den Juniorenasienmeisterschaften in der Ho-Chi-Minh-Stadt im Dreisprung und wurde mit 5,81 m Achte im Dreisprung. Sie qualifizierte sich damit erneut für die U20-Weltmeisterschaften im polnischen Bydgoszcz, bei denen sie mit 12,68 m in der ersten Runde ausschied. Im Jahr darauf belegte sie bei den Südostasienspielen in Kuala Lumpur mit 13,19 m und 5,66 m die Ränge vier und neun.
2019 nahm sie erstmals an den Asienmeisterschaften in Doha teil und belegte dort mit 13,33 m den fünften Platz. Im Dezember wurde sie bei den Südostasienspielen in Capas mit 13,11 m Fünfte im Dreisprung und gelangte im Weitsprung mit 5,73 m auf den sechsten Platz. 2022 belegte sie bei den Südostasienspielen in Hanoi mit 5,94 m den fünften Platz im Weitsprung und gelangte auch im Dreisprung mit 13,14 m auf Rang fünf.
2021 wurde Ramasamy malaysische Meisterin im Dreisprung sowie 2022 im Weitsprung. 

## Persönliche Bestleistungen
- Weitsprung: 6,00 m (+0,4 m/s), 5. März 2022 in Kuala Lumpur
- Dreisprung: 13,64 m (−0,8 m/s), 13. Juni 2017 in Almaty
  - Dreisprung (Halle): 13,03 m, 18. Februar 2017 in Öskemen (malaysischer Rekord)